# Locomotiva FS E.320
Le locomotive E.320 erano locomotive elettriche costruite dalle Ferrovie dello Stato italiane per l'esercizio sulle linee Varesine a corrente continua a terza rotaia.
Vennero costruite, nel numero di 5 unità, tra il 1915 e il 1918 per l'effettuazione di treni viaggiatori a composizione pesante sulla linea elettrificata a terza rotaia Milano-Varese-Porto Ceresio dalle OM per la parte meccanica e dal Tecnomasio Italiano-Brown-Boveri per la parte elettrica. Erano dotate di due motori a corrente continua della potenza di 1200 kW complessivi e raggiungevano la velocità massima di 95 km/h. La trasmissione del moto ai tre assi accoppiati a bielle avveniva per mezzo di due meccanismi biella-manovella contrappesati che tuttavia non diedero buon risultato e furono causa di frequenti rotture. Vennero presto sostituiti dalla serie successiva E.321. All'epoca della loro costruzione erano le locomotive a corrente continua più potenti al mondo